# Abdurrahman Sharafkandi
Abdurrahman Sharafkandi (kurdiska: عەبدولڕەحمان شەرەفکەندی, Evdirehman Şerefkendi), (Persiska: عبدالرحمن شرفکندی) känd under pseudonymen Hejar Mukriyani, född 1920 i Mahabad i Iran, död 21 februari 1991 i Karaj, var en kurdisk poet, språkvetare och översättare.